# 傲慢
傲慢（ごうまん）は、他人を侮り、思い上がった態度をとること。

## キリスト教
キリスト教では傲慢 (pride) は七つの大罪の一つに数えられる。また、旧約聖書の『箴言』に「高ぶりは滅びにさきだち、誇る心は倒れにさきだつ」（Pride goes before destruction, a haughty spirit before a fall.）という言葉がある。自尊心（或いは虚栄心vanity）は、自分の能力や世のならわしに対する過信（それは、神の恩恵を悟る上でのさまたげとなる）を意味する。

## 仏教
煩悩は、2種類に分かれ、無明=三毒=三惑と悪見からなる。無明は貪欲、瞋恚、愚痴であり、悪見は慢、疑、見である。6つ合わせて、六煩悩と、仏教の一派唯識派ではいう。慢は、仏教では自ら他を比較して軽蔑し、みずからを恃み高ぶることと、戒められている。
慢は、また主に7種に分かれる。
1. 慢
2. 過慢：同等に対しては勝れたと、上等には同等と高ぶる。
3. 慢過慢：勝れた者に対して、逆に自分が勝れたとする。
4. 我慢：自分の身心を永遠不変の我とたのむ。
5. 増上慢：悟りを得ないのに得たとする。
6. 卑慢：多く勝れた者より、少し劣っているだけのものとする。
7. 邪慢：徳がないのにあるものとする。

その他8慢、9慢などの分類がある。

## 儒教
儒教では、恭倹が重んじられ、その反対概念である傲、驕、慢は疎まれる。

## パスカル
ブレーズ・パスカルは、自分の惨めさという本来の状態に無知であると考えた。彼の示す救いの道は、キリスト者としての道に従うこととされた。無信仰者がいかに無為、怠惰を克服しても、傲慢に陥ると説いた。

## ギリシャ神話
- ギリシャ語で、ヒュブリス (hybris)。
- 他人の権利を侵し、神々を冒涜することで、人間が自己の分限を超えることが、神々の怒りを招くとされ、そこに人間の破滅の一因が求められた。